# Rödvingad skatgök
Rödvingad skatgök (Clamator coromandus) är en asiatisk fågel i familjen gökar inom ordningen gökfåglar.

## Utseende och läten
Rödvingad skatgök är en 38-46 meter lång, karakteristisk skatgök. Den adulta fågeln är glansigt svart ovan med spretig tofs, kastanjebruna vingar, smalt vitt band i nacken och svart, kilformad stjärt med vita spetsar. Undersidan är rostfärgad, mot undergumpen mörkgrå. Ungfåglar är sotfärgade med ett fjälligt utseende på vingfjädrarna. Den har ett flöjtlikt tvåtonigt läte som upprepas i serier med korta intervaller.

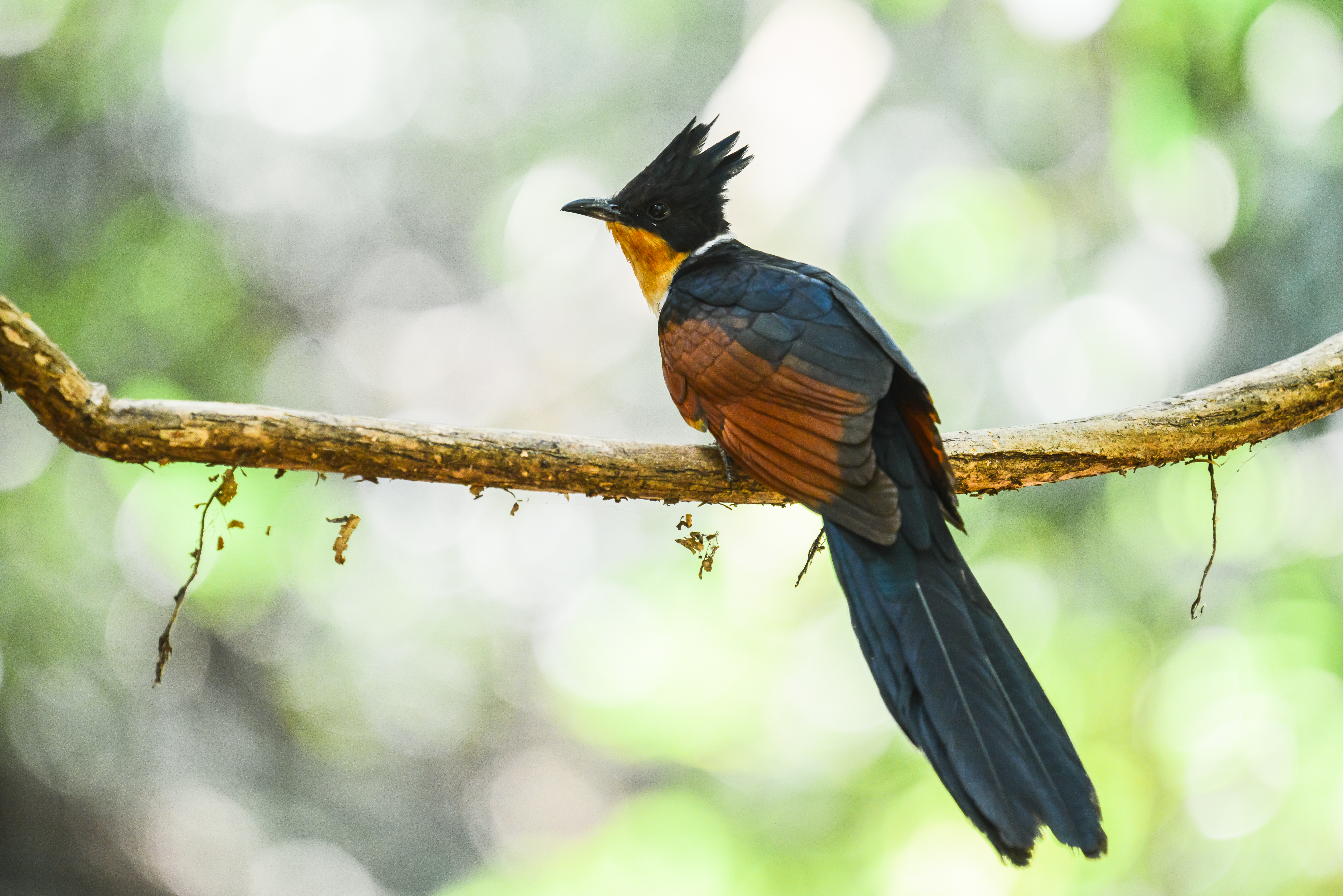
Rödvingad skatgök i nationalparken Kraeng Krachan i Thailand.

## Utbredning och systematik
Rödvingad skatgök häckar från norra Indien och Nepal österut till södra och östra Kina samt Indokina, söderut till södra Myanmar. Vintertid ses den så långt söderut som till södra Indien och Sri Lanka samt Stora Sundaöarna. Tillfälligt har den påträffats i Japan och Palau. Den behandlas som monotypisk, det vill säga att den inte delas in i några underarter.

## Levnadssätt
Rödvingad skatgök lever av stora insekter, främst fjärilslarver, skalbaggar, bönsyrsor, myror och stora hopprätvingar, men även spindlar och små frukter. Den häckar under regnperioden, i Indien från april till augusti, i Bangladesh maj till augusti och i Myanmar mars till maj. Liksom många andra gökar är den en boparasit som huvudsakligen lägger ägg i bon tillhörande Garrulax-fnittertrastar, främst halsbandsfnittertrast och kragfnittertrast.

## Status och hot
Arten har ett stort utbredningsområde, men tros minska i antal, dock inte tillräckligt kraftigt för att den ska betraktas som hotad. Internationella naturvårdsunionen IUCN listar arten som livskraftig (LC).  Världspopulationen har inte uppskattats men den beskrivs som ganska vanlig.